# Ella D'Arcy
Pour les articles homonymes, voir D'Arcy.
Ella D'Arcy (née Constance Eleanor Mary Byrne D'Arcy en 1857 à Londres et morte en 1937 à Londres) est une autrice britannique de nouvelles de fiction.

## Biographie
Constance Eleanor Mary Byrne D'Arcy est née à Londres, au sein d'une famille irlandaise en 1857. Pour parfaire ses études, elle quitte un temps l'Angleterre pour l'Allemagne, la France et les îles anglo-normandes. Étudiante en beaux-arts, elle est contrainte d'abandonner prématurément cette carrière en raison d'une mauvaise vue. Elle se consacre alors entièrement à l'écriture. 
De retour à Londres, elle travaille comme collaboratrice et rédactrice, non officiellement reconnue, aux côtés de l'éditeur Henri Harland pour The Yellow Book, un périodique trimestriel britannique publié à Londres de 1894 à 1897. Le travail de l'autrice se caractérise par un style psychologiquement réaliste, attirant souvent les comparaisons avec l'écrivain américain Henry James, et sa détermination à aborder des thèmes comme le mariage, la famille, la tromperie et l'imitation. Nombre de ses histoires démontrent également l'influence de son temps dans les îles anglo-normandes, telle la nouvelle White Magic.
Ella D'Arcy vit la plus grande partie de sa vie seule, dans une pauvreté relative. Son écriture démontre un engagement réel avec les styles artistiques changeants et difficiles de la fin du XIXe siècle, elle a cependant été principalement motivée par le besoin. Elle passe ses dernières années à Paris, jusqu'à son retour à Londres en 1937 et sa mort dans un hôpital londonien cette même année.

## Carrière littéraire
Bien qu'Ella D'Arcy soit considérée par un certain nombre de ses contemporains comme faisant partie des auteurs ayant révolutionnés le genre de la fiction au début des années 1890, elle a depuis presque disparu de la carte littéraire. Sa production littéraire se limite à l'écriture de nouvelles. Avant d'être publiée dans le premier volume de The Yellow Book, ses histoires courtes sont éditées dans All the Year Round de Charles Dickens, Argosy, Blackwood's Magazine et Temple Bar – A London Magazine for Town and Country Readers. 

En 1894, les éditeurs refusent de publier la nouvelle Irremediable dont ils estiment le traitement du mariage inapproprié. Ella d'Arcy y décrit la dure réalité d'un mariage sans amour du point de vue des hommes. Pour l'éditeur Blackwood : « Le mariage est un sacrement et ne doit pas être traité aussi sommairement ». Son style de fiction séduit cependant Henry Harland, rédacteur en chef de The Yellow Book. Elle intègre la rédaction du périodique, auquel collabore également la poétesse britannique Charlotte Mew, une amie de longue date de l'écrivaine. 

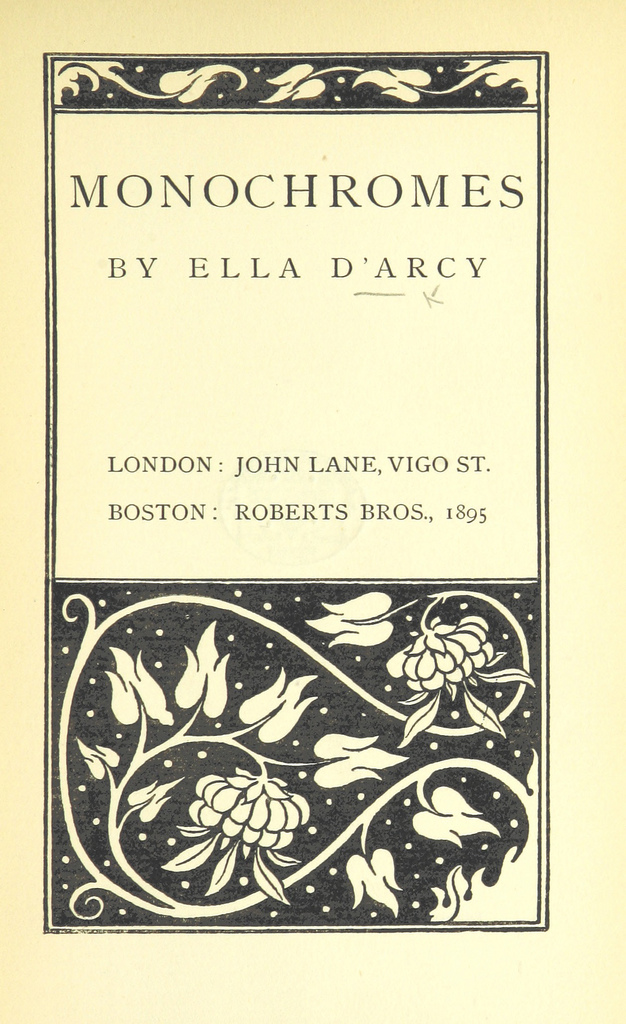
Image tirée de la page 7 de Monochromes, recueil de nouvelles d'Ella D'Arcy, Londres, 1895.

Son travail pour The Yellow Book lui permet de rencontrer l'éditeur John Lane, à l'origine de la publication de son premier recueil de nouvelles Monochomes, édité en 1895. Elle est également l'auteure de deux autres recueils Modern Instances (1898) et The Bishop's Dilemma (1898) publiés par la maison d'édition anglaise The Bodley Head.
En parallèle de ses œuvres fictionnelles, l'autrice réalise la traduction en anglais d'Ariel (1924), la biographie de Percy Bysshe Shelley par l'historien et essayiste français André Maurois.

## Publications

### The Yellow Book
- Irremediable, volume 1, E. Mathews & J. Lane, Londres, Boston, Copeland & Day, Avril 1894[8]
- Poor Cousin Louis, volume 2, E. Mathews & J. Lane, Londres, Boston, Copeland & Day, Juillet 1894[9]
- White Magic, volume 3, E. Mathews & J. Lane, Londres, Boston, Copeland & Day, Octobre 1894[10]
- The Pleasure-Pilgrim, volume 5, Mathews & J. Lane, Londres, Boston, Copeland & Day, Avril 1895[11]
- An Engagement, volume 8, Mathews & J. Lane, Londres, Boston, Copeland & Day, Janvier 1896[12]
- Two Stories, volume 10,  Mathews & J. Lane, Londres, Boston, Copeland & Day, Juillet 1896[13]
- A Marriage, volume 11, Mathews & J. Lane, Londres, Boston, Copeland & Day, octobre 1896[14]
- At Twickenham, volume 12, Mathews & J. Lane, Londres, Boston, Copeland & Day, Janvier 1897[15]
- Sir Julian Garve, volume 13, Mathews & J. Lane, Londres, Boston, Copeland & Day, Avril 1897[16]

### Recueils de nouvelles
- Monochromes, Ella d'Arcy, John Lane, Roberts Bros, Londres, Boston, 300p, 1895, BiblioBazaar, réédition 2009,  (ISBN 1113832851)
- Modern Instances, Ella d'Arcy, The Bodley Head, 1898, Taylor & Francis, réédition 1984,  (ISBN 0824055527)
- The Bishop's Dilemma, Ella d'Arcy, The Bodley Head, 1898, Theclassics.Us, 30p, réédition 2013,  (ISBN 1230385770)